# روجر إل. ديل
روجر إل. ديل (بالإنجليزية: Roger L. Dell)‏ هو قاضي ومحامي أمريكي، ولد في 19 يوليو 1897 في بيرد أيلاند في الولايات المتحدة، وتوفي في 8 مارس 1966.